# Omena Hotels

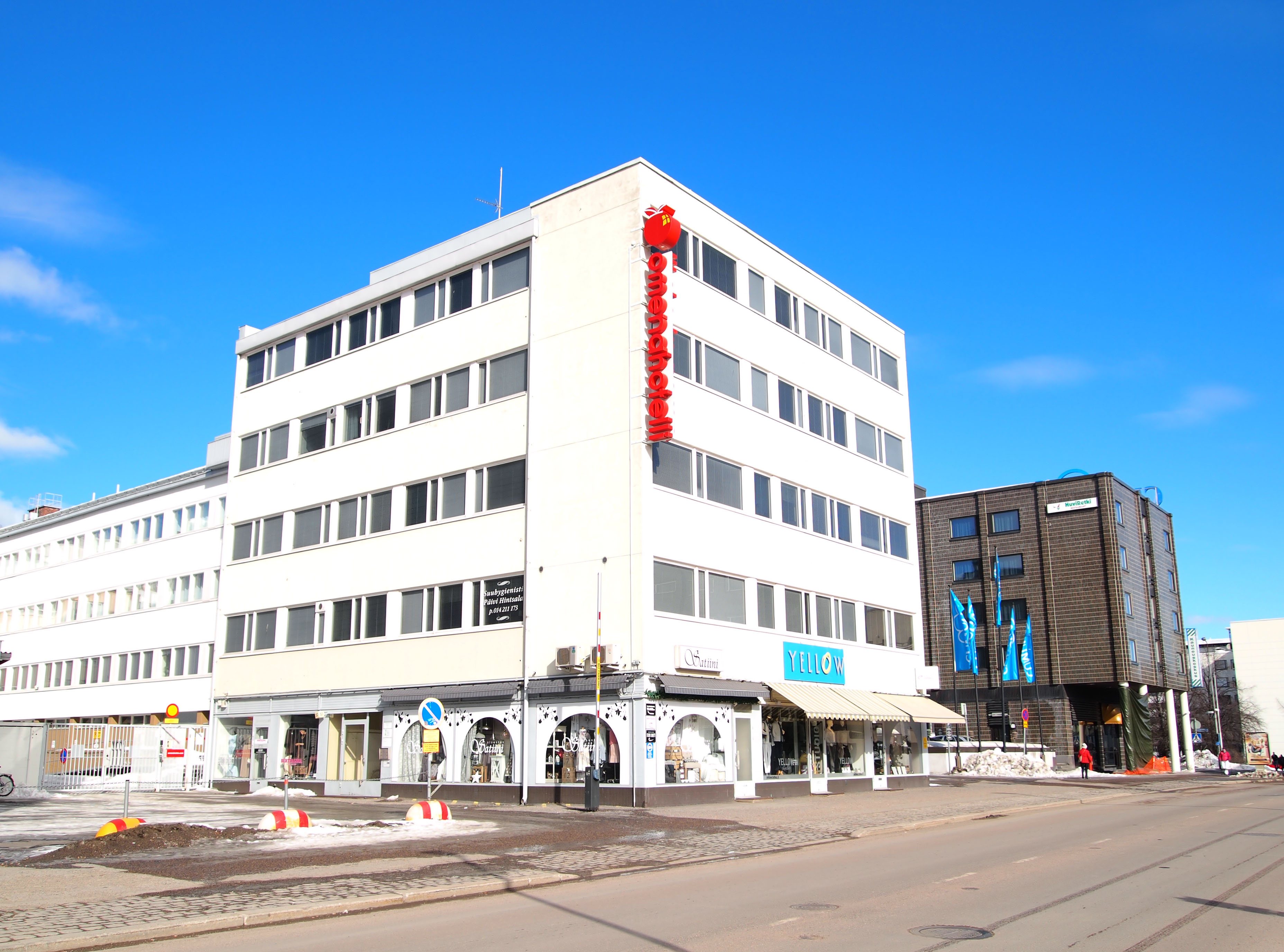
Omena Hotel in Jyväskylä

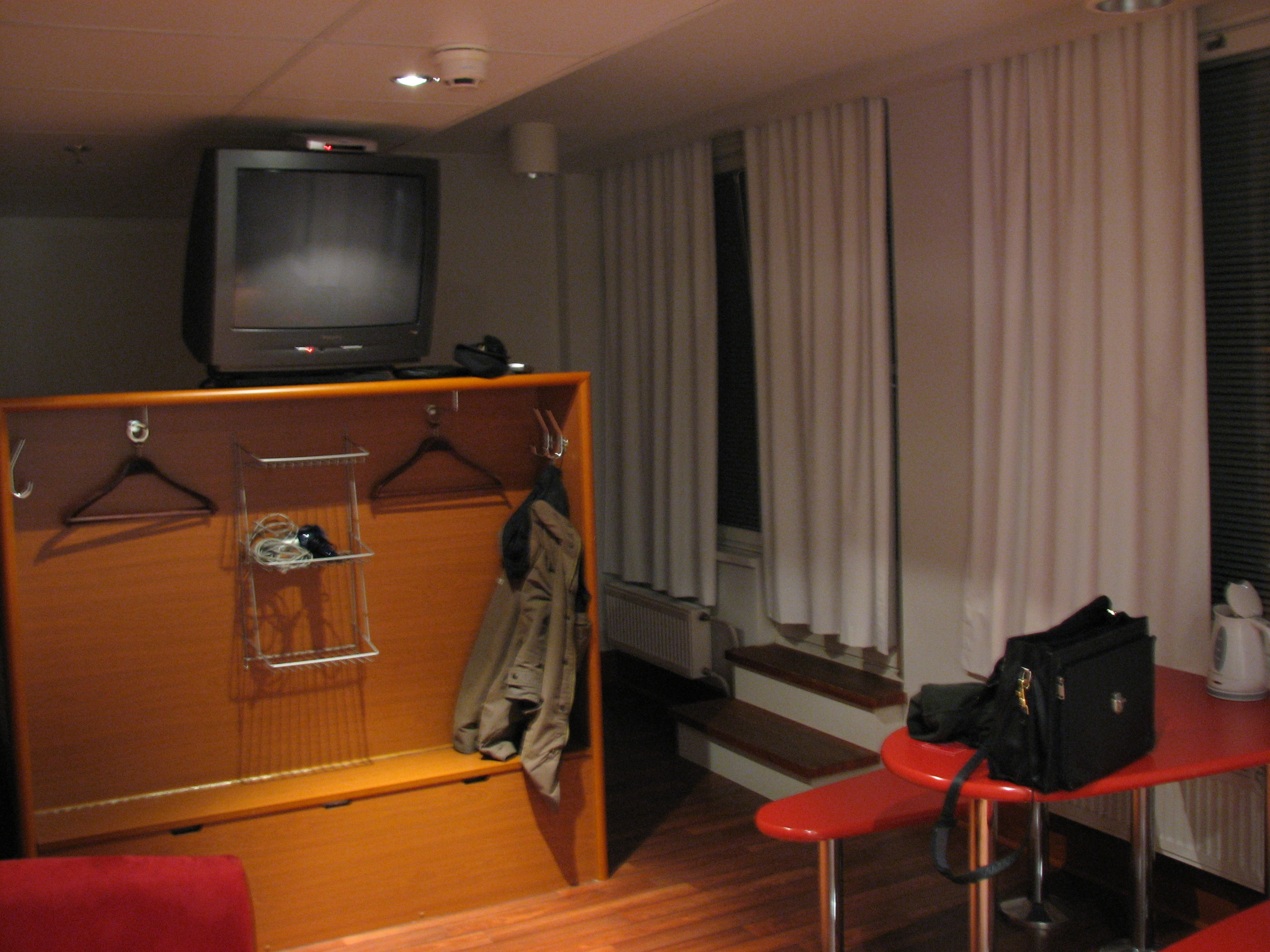
Hotelzimmer des Omena Hotels in Tampere

Omena Hotellit Oy (engl. Omena Hotels) ist eine finnische Hotelkette, die sieben Hotels ohne Personal in Finnland betreibt. Omena ist das finnische Wort für Apfel.

## Konzept
Zum Konzept der Hotels gehört die Lage im Zentrum der Städte, die Selbstbedienung der Kunden und günstige Preise. Der Hauptgedanke ist laut der Website der Hotelkette, dass die Gäste nur für das zahlen sollen, was sie brauchen. Die Zimmereinrichtung und das Design sind in jedem der Hotels fast gleich.
In den Hotels gibt es keine Rezeption, sondern der Gast bekommt nach der Buchung einen Türcode zugeschickt, mit dem er Zugang zum Zimmer bekommt. Das Zimmer wird über die Internetseite der Kette im Voraus bezahlt. 

## Standorte
Das erste Haus wurde im Oktober 2003 nach dem heutigen Konzept in Tampere eröffnet. Mittlerweile betreibt die Hotelkette in Finnland zudem sechs weitere Häuser, und zwar jeweils zwei in Helsinki und Vaasa sowie jeweils eines in Turku und Jyväskylä. Das Omena Hotel in Seinäjoki ist momentan vorübergehend geschlossen.
Früher gab es außerdem ein zweites Hotel in Tampere und ein drittes in Helsinki sowie jeweils ein Omena Hotel in Oulu, Lahti, Pori und Ruka. Darüber hinaus betrieb die Kette jeweils ein Hotel in der dänischen Hauptstadt Kopenhagen und in der schwedischen Hauptstadt Stockholm. Als Folge der im August 2014 angekündigten Umschuldung ging unter anderem das Hotel in Stockholm im Februar 2015 in Konkurs.